# Kathleen Fitzpatrick
Kathleen Elizabeth Fitzpatrick (Omeo, Australia, 7 de septiembre de 1905-Melbourne, 27 de agosto de 1990) fue una académica e historiadora australiana. Cuando ingresó en el departamento de historia de la Universidad de Melbourne, este se convirtió en el departamento con mayoría de empleadas. Fue la primera mujer, fuera del ámbito de las ciencias naturales, promocionada al cargo de profesora asociada.
Fue conocida por impartir clases de historia británica diferentes a sus contemporáneas, en las que mezclaba los nuevos enfoques con los más tradicionales, la política y la religión. También impartió clases radiofónicas para adultos. En 1989, un año antes de su fallecimiento, fue nombrada «Oficial» de la Orden de Australia.

## Biografía
Nació el 7 de septiembre de 1905 en la ciudad de Omeo, en el estado australiano de Victoria, bajo el nombre Kathleen Elizabeth Pitt. Fue educada en un convento loreto en South Melbourne y Portland, en el Presentation Convent de Windsor y en el Lauriston Girls' School en Armadale. Tras acabar sus estudios en este último, Fitzpatrick ingresó en la Universidad de Melbourne para estudiar inglés, motivada por su amor a la literatura durante su educación secundaria. Sin embargo, no se sintió atraída por su programa de honores, por lo que también se matriculó en historia, materia en la que fue alumna del historiador Ernest Scott. La historia se convirtió en su tema favorito después de unas vacaciones en Tasmania al final de su primer año, donde se sintió inspirada por las ruinas de Port Arthur.
En 1925, se hizo miembra del Lyceum Club. Se graduó por la Universidad de Melbourne en un Bachelor of Arts en 1926 y, con apoyo financiero de sus padres, en 1928 se graduó de otro por Somerville College, Universidad de Oxford. Este último fue un grado de tres años que completó en dos.

### Carrera académica
En su regreso a Australia en 1929, Fitzpatrick enseñó historia como profesora lectora temporal en la Universidad de Sídney. En el siguiente año, 1930, se convirtió en tutora de inglés en su la Universidad de Melbourne. Ostentó ese puesto hasta el 28 de agosto de 1932, año en el que se casó con el periodista Brian Fitzpatrick. En consecuencia, se vio obligada a dejar su trabajo, tal y como se le requería a todas las mujeres académicas de la época.
Después de dejar Melbourne, Fitzpatrick se graduó en un Master of Arts por la Universidad de Oxford en 1933. En 1935 se separó de su marido y postuló a un puesto de la Universidad de Melbourne, pero fue despreciada por el Appointments Board ―en español: Junta de nombramientos―, cuyos miembros le señalaron que solo querían mujeres para trabajo secretarial. En 1936, Fitzpatrick estudio taquigrafía y tipificación en el Melbourne Technical School, escuela en la que ingresó como profesora de taquigrafía e «inglés comercial» al año siguiente.
En 1937 enseñó inglés en la Universidad de Melbourne, donde había sido anunciada una nueva cátedra en el departamento de historia. El rector de la universidad, Raymond Priestly, le aconsejó familiarizarse con el nuevo profesor de historia, Max Crawford. Esto lo hizo con una carta de presentación de su antiguo profesor, Ernest Scott. Más tarde, Crawford evocó que Ernest Scott le había enviado un ganador, razón por la que apoyó a Fitzpatrick, de entre un fuerte grupo de candidatos, a ostentar la cátedra. Fue nombrada en 1937 y comenzó en 1938. Su nombramiento incrementó el personal a tiempo completo del departamento de dos, Crawford y Jessie Webb, a tres. En ese entonces, el departamento fue el primero en la Universidad de Melbourne con mayoría de empleadas.
Fitzpatrick impartió, por sí misma, el primer año de historia británica tanto a estudiantes regulares como de honores, y asistió asignaturas del año final junto con Webb, con quien compartía las funciones del departamento cuando Crawford estaba ausente. Sus clases de historia británica fueron muy variadas y se distinguían de las de los cursos contemporáneos en otras partes del mundo, ya que enseñaba historia social, cultural y económica en conjunto con los temas políticos y religiosos tradicionales. También fue profesora de asignaturas de segundo año del nivel de honores, desde la Revolución francesa hasta la Segunda Guerra Mundial. Las lecciones de Fitzpatrick estuvieron bien consideradas entre sus alumnos; Geoffrey Serle las describió en un encomio a Fitzpatrick:

set-piece performances, every word considered and counting... in that individual clear voice, cool and rational, but imbued with passion... Some students were known to return for the evening repeat.
representación de una escena, cada palabra considerada y contando... con esa voz particularmente clara, tranquila y racional, pero imbuida con pasión... Algunos estudiantes eran conocidos por volver a la tarde para repetir.
Geoffre Serle

Su primer campo de investigación, después de su temprano interés en Port Arthur, fue la historia del periodo colonial de la Tierra de Van Diemen. Produjo varias publicaciones sobre la materia.
Además de su trabajo académico, Fitzpatrick dio numerosas charla radiofónicas para programas educativos para adultos a lo largo de la década de 1940, en las que cubría diversos temas históricos. Durante la guerra, Fitzpatrick, en su papel como presidenta del Council for Women in War Work ―en inglés: Consejo para mujeres en el trabajo de guerra―,  negoció con los patrones en nombre de las estudiantes que habían sido reclutadas para trabajar bajo el régimen del Directorio de Personal.
En 1942, Fitzpatrick fue promocionada como profesora titular y, en 1948, se convirtió en profesora asociada. Fue la tercera mujer en haber sido promocionada al cargo de profesora asociada en la Universidad de Melbourne, y la primera en Australia fuera del ámbito de las ciencias naturales.
Su primer libro, Sir John Franklin in Tasmania, 1837-1843, fue publicado en 1949. Poco después de este, comenzó a trabajar en una biografía sobre Charles La Trobe, pero nunca fue publicada. Su segundo libro, Australian Explorers, fue una selección de escritos de los primeros exploradores, encargado por la Oxford University Press y publicado en 1958. Este se convertiría en un texto estándar para los cursos de historia australiana. También reseñó nuevos libro de historia británica y colonial, y contribuyó con reseñas literarias y críticas a la revista Southerly y Meanjin.
Cuando se creó la segunda cátedra en historia en 1995, Fitzpatrick fue la primera elección de Crawford, pero ella rechazó la postulación. En su lugar fue elegido John La Nauze. Más tarde, Fitzpatrick escribió que ella pensaba que la calidad de su investigación original no la capacitaba para la cátedra. Fitzpatrick continuó enseñando ella sola el primer año obligatorio de historia británica, hasta que en 1959 se apuntó otro profesor lector; la clase de historia, que en ese momento estaba compuesta por más de 500 alumnos, fue dividida en dos. Fue miembra fundadora, y la única mujer entre sus fundadores, del Australian Humanities Research Council ―en español: Consejo australiano de investigación en humanidades―, creado en 1956; y, en 1969, fue compañera de fundación de la Australian Academy of the Humanities ―en español: Academia australiana de humanidades―.

### Retiro
Fitzpatrick se retiró de la enseñanza en 1962. En 1964, fue miembra del Third University Committee ―en español: Tercer comité universitario―, que asesoró al Gobierno de Victoria sobre el establecimiento de la tercera universidad de Melbourne, la Universidad La Trobe; fue Fitzpatrick quien sugirió que fuese llamada Charles La Trobe.
Continuó escribiendo en su jubilación, intentó elaborar una gran obra sobre el novelista estadounidense Henry James, pero no consiguió encontrar una editorial. En 1975, creó una historia comisionada del Presbyterian Ladies' College, compuesto por una parte de memoria y otra parte de historia social. Fue muy bien recibida por los críticos.
Durante su retiro, Fitzpatrick acumuló una significativa riqueza, generada principalmente debido al éxito de su padre, que fue corredor de bolsa.

## Premios, honores y legado
En 1983, Fitzpatrick fue premiada con un doctorado honorario de Derecho ―en inglés: Honorary Doctorate of Laws― por la Universidad de Melbourne, y en 1989 fue nombrada Oficial de la Orden de Australia ―AO― por sus servicios a la educación, concretamente en el campo de la historia.
Falleció en 1990. Legó parte de su patrimonio a un fondo de la Universidad de Melbourne para la compra de libros de historia para la biblioteca; dedicó este legado a su padre, Henry Pitt, por haberle permitido a ella la educación universitaria de la que él había sido privado. La Universidad le puso su nombre en su honor a su mayor teatro. También se le rindió honor con la creación de la Kathleen Fitzpatrick Laureate Fellowship del Australian Research Council y la Kathleen Fitzpatrick Lecture.